# Hysterura declinans
Hysterura declinans är en fjärilsart som beskrevs av Otto Staudinger 1897. Hysterura declinans ingår i släktet Hysterura och familjen mätare. Inga underarter finns listade i Catalogue of Life.